# سيلفيان وايت
سيلفيان وايت (بالفرنسية: Sylvain White)‏ هو كاتب سيناريو ومخرج فرنسي، ولد في 21 نوفمبر 1971 في باريس في فرنسا.

## وصلات خارجية
- الموقع الرسمي
- سيلفيان وايت على موقع IMDb (الإنجليزية)
- سيلفيان وايت على موقع ألو سيني (الفرنسية)
- سيلفيان وايت على موقع أول موفي (الإنجليزية)
- سيلفيان وايت على موقع قاعدة بيانات الأفلام السويدية (السويدية)
- سيلفيان وايت على موقع قاعدة بيانات الفيلم (الإنجليزية)
- سيلفيان وايت على موقع كينوبويسك (الروسية)